# 素帕納·穆安塔
素帕納·穆安塔 (2002年8月2日—)是泰國職業足球運動員，目前被泰超球隊武里南聯外借於比利時職業聯賽旧海弗莱鲁汶，司職 前鋒和邊鋒，也是泰國國家足球隊的成員，哥哥是素帕觸·訕差。

## 榮譽
武里南聯
- 泰国超级足球联赛冠軍 : 2018, 2021–22, 2022–23
- 泰國足總盃冠軍 : 2021–22, 2022–23
- 泰國聯賽盃冠軍 : 2021–22, 2022–23
- 泰國冠軍盃冠軍 : 2019

## 外部連結
- Suphanat Mueanta （页面存档备份，存于） at soccerway.com